# Eposognatos
Eposognatos ou Eposognatus est un tétrarque du peuple galate des Tectosages au IIe siècle av. J.-C., mentionné notamment par Polybe et Tite-Live.
Proche du roi de Pergame Eumène II, allié de Rome, il refuse en -189 d'affronter le consul Cnaeus Manlius Vulso lors de la guerre opposant Romains aux Galates et s'efforce inutilement de négocier une réconciliation entre les deux peuples.
Selon Dominique-François-Louis Roget, Eposognatos signifie en gaulois « connaissant bien les chevaux ».
Son nom, composé des mots celtes epos (« cheval ») et gnatos (« fils »), signifie plus vraisemblablement « fils du cheval ».

### Sources primaires
- Polybe, Histoires
- Tite-Live, Histoire romaine